# والگان‌سیکلوویر
والگان‌سیکلوویر (انگلیسی: Valganciclovir) (که با نام تجاری Valcyte به فروش می‌رسد) یک داروی ضد ویروسی است که برای درمان عفونت سیتومگالوویروس (CMV) در مبتلایان به ایدز یا پس از پیوند عضو به کار می‌رود. این دارو اغلب به صورت طولانی مدت مصرف می‌شود زیرا تنها عفونت را سرکوب می‌کند نه درمان. والگان‌سیکلوویر از راه خوراکی مصرف می‌شود.
عوارض جانبی رایج عبارتند از: درد شکمی، سردرد، مشکلات خواب، حالت تهوع، تب، و شمار سلول‌های خونی پایین. سایر عوارض جانبی ممکن است شامل ناباروری و مشکلات کلیوی باشد. هنگامی که در دوران بارداری استفاده می‌شود، باعث نقص مادرزادی در برخی از حیوانات می‌شود. والگان‌سیکلوویر ال-والیل استر گان‌سیکلوویر است و زمانی که توسط روده و کبد به گان‌سیکلوویر تجزیه می‌شود، عمل می‌کند.
والگان‌سیکلوویر در سال ۲۰۰۱ میلادی برای استفاده پزشکی تأیید شد. این دارو در فهرست داروهای ضروری سازمان بهداشت جهانی قرار دارد. این دارو در سال ۲۰۱۷، برای تجویز نسخه عمومی تأیید شد

## مصارف پزشکی

### بزرگسالان
والگان‌سیکلوویر معمولاً برای درمان شبکیه سیتومگالوویروس (CMV) استفاده می‌شود (عفونت چشم ممکن است باعث کوری شود) در افرادی که سندرم نقص ایمنی اکتسابی (ایدز) دارند. والگان‌سیکلوویر همچنین برای پیشگیری از بیماری سیتومگالوویروس در افرادی که پیوند قلب، کلیه یا کلیه پانکراس دریافت کرده‌اند و احتمال ابتلا به بیماری CMV را دارند، استفاده می‌شود. به طور کلی، والگان‌سیکلوویر با جلوگیری از گسترش بیماری CMV یا کاهش رشد CMV عمل می‌کند.

### کودکان
این دارو برای پیشگیری از بیماری CMV در افرادی که پس از پیوند کلیه (۴ ماهگی تا ۱۶ سالگی) و پیوند قلب (۱ ماهگی تا ۱۶ سالگی) در معرض خطر بالا هستند، استفاده می‌شود.

## عوارض جانبی
والگا‌ن‌سیکلوویر معمولاً با استفراغ، درد شکم، اسهال و سردرد همراه است. سایر عوارض جانبی عبارتند از تب، مشکل در خواب، نوروپاتی محیطی، و جداشدگی شبکیه.
شایان ذکر است، FDA چندین هشدار در رابطه با سمیت‌های شدید بالقوه صادر کرد. این موارد به صورت زیر هستند:
- سمیت‌های خون: نوتروپنی، کم‌خونی، ترومبوسیتوپنی
- اختلال در باروری (تنها بر اساس مطالعات حیوانی)
- سمیت جنینی (تنها بر اساس مطالعات حیوانی)
- جهش‌زایی و سرطان‌زایی (تنها بر اساس مطالعات حیوانی)

## تداخلات دارویی
در حالی که در افراد مطالعه نشده است، می‌توان فرض کرد که تداخلات مشابه با گان‌سیکلوویر خواهد بود، زیرا والگان‌سیکلوویر در بدن به گان‌سیکلوویر تبدیل می‌شود. زیدوودین ممکن است غلظت گان‌سیکلوویر را کاهش دهد و این داروها با هم می‌توانند باعث کم‌خونی و نوتروپنی شوند. پروبنسید می‌تواند غلظت گان‌سیکلوویر را افزایش دهد، که می‌تواند احتمال سمیت گان‌سیکلوویر را افزایش دهد. افرادی که مشکلات کلیوی دارند ممکن است در صورت مصرف هر دو دارو با هم در غلظت مایکوفنولات موفتیل و گان‌سیکلوویر افزایش پیدا کند. گان‌سیکلوویر همچنین می تواند غلظت دیدانوزین را افزایش دهد.

## مکانیسم عمل
والگان‌سیکلوویر یک پیش دارو برای گان‌سیکلوویر است که آنالوگ مصنوعی ۲'-دئوکسی-گوانوزین است. ساختار آن مانند گان‌سیکلوویر است، به جز افزودن یک ال-والیل استر در انتهای ۵' حلقه ناقص دئوکسی ریبوز. والین باعث افزایش جذب دارو در روده و همچنین فراهمی زیستی دارو پس از جذب می‌شود. ال-والیل استر توسط استرازها در روده ها و کبد شکافته می‌شود و باعث می‌شود گان‌سیکلوویر توسط سلول‌های آلوده به ویروس جذب شود.
گان‌سیکلوویر ابتدا توسط یک تیمیدین کیناز ویروسی که توسط سیتومگالوویروس (CMV) کدگذاری می‌شود، به گان‌سیکلوویر مونوفسفات فسفریله می‌شود. کینازهای سلولی انسان، مولکول را بیشتر فسفریله می کنند تا گان‌سیکلوویر دی فسفات و سپس گان‌سیکلوویر تری فسفات ایجاد کنند.  این کینازها در غلظت‌های ۱۰ برابر بیشتر در سلول‌های آلوده به CMV یا ویروس هرپس سیمپلکس (HSV) در مقایسه با سلول‌های غیرعفونی انسانی وجود دارند و به گان‌سیکلوویر تری فسفات اجازه می‌دهند در سلول‌های آلوده متمرکز شود.
گان‌سیکلوویر تری فسفات یک مهارکننده رقابتی دئوکسی گوانوزین تری فسفات (dGTP) است. در DNA ویروسی گنجانده شده و ترجیحاً DNA پلیمرازهای ویروسی را بیشتر از DNA پلیمرازهای سلولی مهار می‌کند. گان‌سیکلوویر تری فسفات به عنوان یک بستر ضعیف برای افزایش طول زنجیره عمل می‌کند. هنگامی که به دلیل شباهت ساختاری به dGTP در DNA ویروسی گنجانده شد، پس از افزودن یک نوکلئوتید منفرد به گروه هیدروکسیل دیستال حلقه دئوکسی ریبوز ناقص گان‌سیکلوویر، زنجیره خاتمه می‌یابد.